# Bag Fængslets Port
Bag Fængslets Port (Originaltitel Weary River) er en amerikansk romantisk dramafilm fra 1929, instrueret af Frank Lloyd og havde Richard Barthelmess, Betty Compson og William Holden i hovedrollerne.
Filmen blev produceret og distribueret af First National Pictures. Filmen var delvist tonefilm og delvist stumfilm produceret ved overgangen fra stumfilm til tonefilm.
Baseret på en historie af Courtney Riley Cooper handler filmen om en gangster som kommer i fængsel og finder frelse gennem musik, mens han afsoner sin tid. Efter han er blevet løsladt og han falder tilbage til sit fristelsesliv,
bliver han reddet af en kvindes kærlighed og fængselsinspektøren, der blev venner med ham. Frank Lloyd fik en nominering til en Oscar for bedste instruktør i 1930.
Filmen er bevaret på Library of Congress og restaureret af LoC, UCLA Film and Television Archive, og Warner Bros.
Den er nu tilgængelig på DVD direkte fra Warner Archive Collection.

## Medvirkende
- Richard Barthelmess som Jerry Larrabee
- Betty Compson som Alice Gray
- William Holden som Fængselsinspektør
- Louis Natheaux som Spadoni
- George Stone som Blackie
- Raymond Turner som Elevator Boy
- Gladden James as Manager

## Eksterne Henvisninger
- Bag Fængslets Port på Internet Movie Database (engelsk)
- Bag Fængslets Port i Svensk Filmdatabas (svensk)
- Bag Fængslets Port på AlloCiné (fransk)
- Bag Fængslets Port på MovieMeter (nederlandsk)
- Bag Fængslets Port på AllMovie (engelsk)
- Bag Fængslets Port hos American Film Institute (engelsk)
- Bag Fængslets Port på Turner Classic Movies (engelsk)
- Bag Fængslets Port på The Movie Database (engelsk)
- Bag Fængslets Port på Rotten Tomatoes (engelsk)
- Bag Fængslets Port på Filmaffinity (engelsk)